# Un americano a Oxford
Un americano a Oxford (A Yank at Oxford) è un film del 1938 diretto da Jack Conway.

## Trama
Lee Sheridan, uno studente americano, riesce ad entrare in un esclusivo college di Oxford ottenendo una borsa di studio. Poiché suo padre ha sostenuto le spese per mandarlo all'università fino a quel momento rischiando di perdere perfino il suo piccolo giornale di provincia, Lee usa quei soldi per ripagare i debiti del padre, ottenendo un prestito dal banchiere locale. Quando parte per l'Inghilterra, tutti gli amici e i tifosi vengono a salutarlo alla stazione.
In Inghilterra, ambientarsi per lui non è facile, dovendo soprattutto fare i conti con il fair play degli inglesi. Pur riuscendo a vincere le gare alle quali partecipa, viene messo all'indice da tutti perché all'ultimo momento, per tagliare lui il traguardo, ha spinto da parte un suo compagno, Paul. Durante una rissa in un locale, fa partire un pugno che colpisce il decano, ma dell'accaduto viene accusato Paul e Lee lascia che tutti credano che il colpevole sia l'altro, diventando il nuovo favorito della classe. Cerca, comunque, di proteggere Paul che però rifiuta i suoi tentativi di riallacciare un rapporto.
Una sera, però, riesce a rendersi utile quando nasconde Elsa, una donna sposata che ha una relazione con Paul, nella sua stanza. Scoperto, dichiara che Elsa era lì per lui e, per questo, viene espulso dal college. I nuovi compagni inglesi gli preparano un grandioso addio che deve accompagnare la sua partenza, ma lui vede arrivare il padre, venuto ad Oxford per assistere alla famosa regata contro Cambridge. Suo padre Dan sa troppo bene che il figlio ama troppo Molly, la sua ragazza, per poter avere un'avventura con un'altra. Così, con l'aiuto di Elsa, di Molly e di Wavertree, un altro studente, viene riabilitato. Elsa dichiara al preside che Lee si è preso la colpa solo perché è un gentiluomo e che lei era venuta lì per Wavertree. Wavertree, che vuole andare a vivere dal suo ricchissimo zio, è contento di avere una scusa per andarsene e Paul e Lee, riconciliati, hanno l'occasione di partecipare e di vincere insieme la gara, sostenuti dal tifo di Molly e di Dan.

## Produzione
Questo film è il primo realizzato dalla filiale britannica della Metro Goldwyn Mayer, ne furono realizzati solo altri due, La cittadella e Addio, Mr. Chips! (Goodbye, Mr. Chips).
A causa della guerra infatti la filiale fu costretta a chiudere.

## Distribuzione
Distribuito dalla Metro-Goldwyn-Mayer (MGM), il film uscì sul mercato nel 1938: negli Stati Uniti il 18 febbraio, in Australia il 2 giugno, in Svezia l'11 agosto, nei Paesi Bassi il 12 agosto, in Finlandia il 18 settembre, in Francia il 28 ottobre, in Portogallo, il 27 dicembre. In Spagna, fu presentato prima a Barcellona (23 marzo 1940) e poi a Madrid (31 maggio 1940).